# オーストリア連邦鉄道5090形気動車
オーストリア連邦鉄道5090形気動車（オーストリアれんぽうてつどう5090けいきどうしゃ、ÖBB 5090）は、オーストリアの国有交通事業体であるオーストリア連邦鉄道が導入した気動車の形式。軌間760 mmの狭軌路線向けに開発された車両である。

## 概要
1981年にムアタール鉄道に導入された気動車は同路線の近代化に貢献し、高い評価を受けた。これに伴い、同じく軌間760 mm（ボスニア軌間）の路線を多数有していたオーストリア連邦鉄道についても同型の気動車の導入が検討されるようになり、1983年にヴァルトフィアテル狭軌線で実施された試運転を経て本格的な製造が決定した。これが5090形である。
基本的な構造はムアタール鉄道向け車両と同一で、駆動方式も発電機を用いた電気式が採用されている。1両でも運用可能な両運転台車両である事も共通しており、最大4両の総括制御運転が可能となっている。その一方で乗降扉についてはムアタール鉄道向け車両の折り戸から、より密閉性の高い外開きのプラグドアに変更されている。車内については木製のクロスシートが設置されている一方でトイレは存在しない。

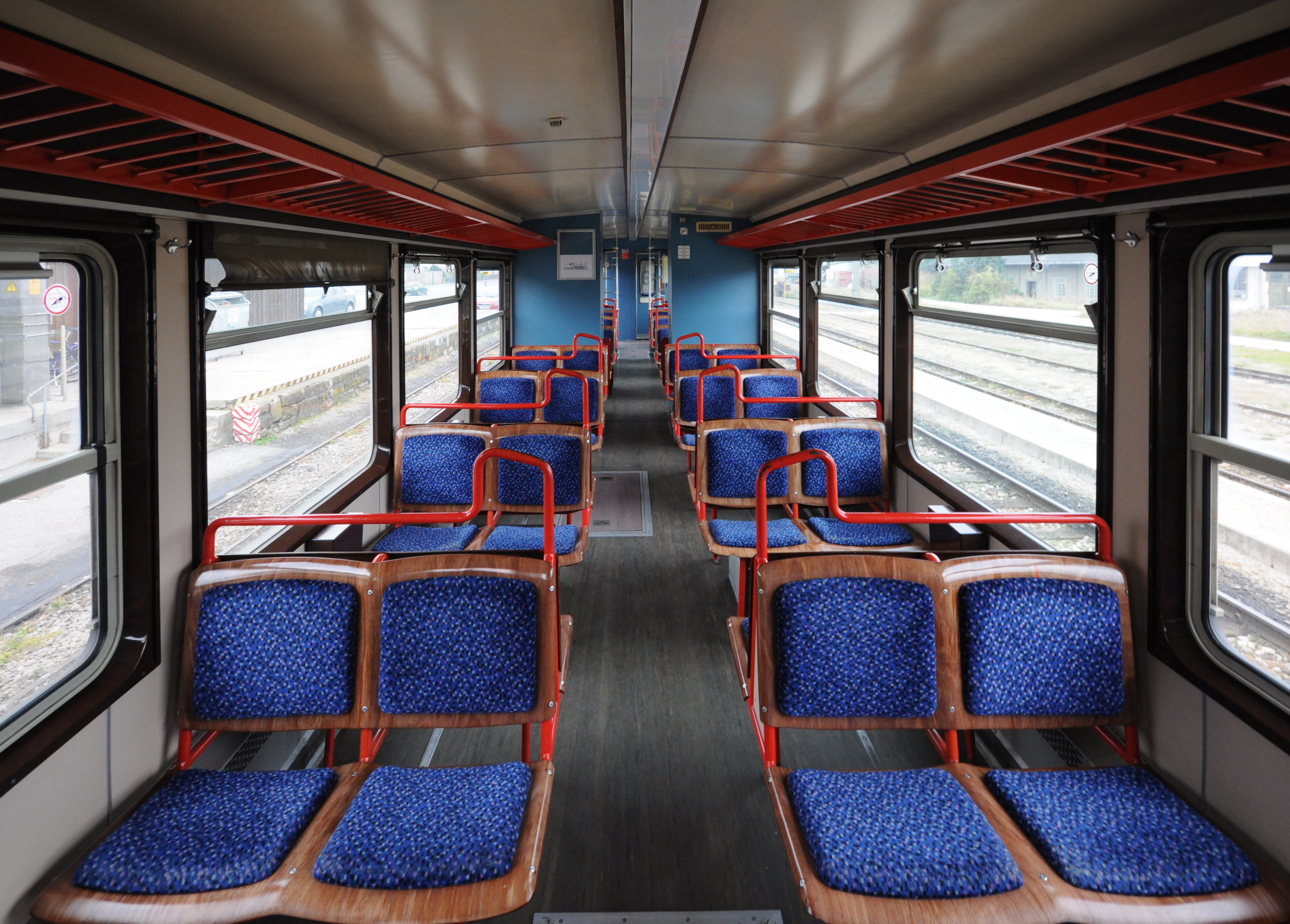
車内
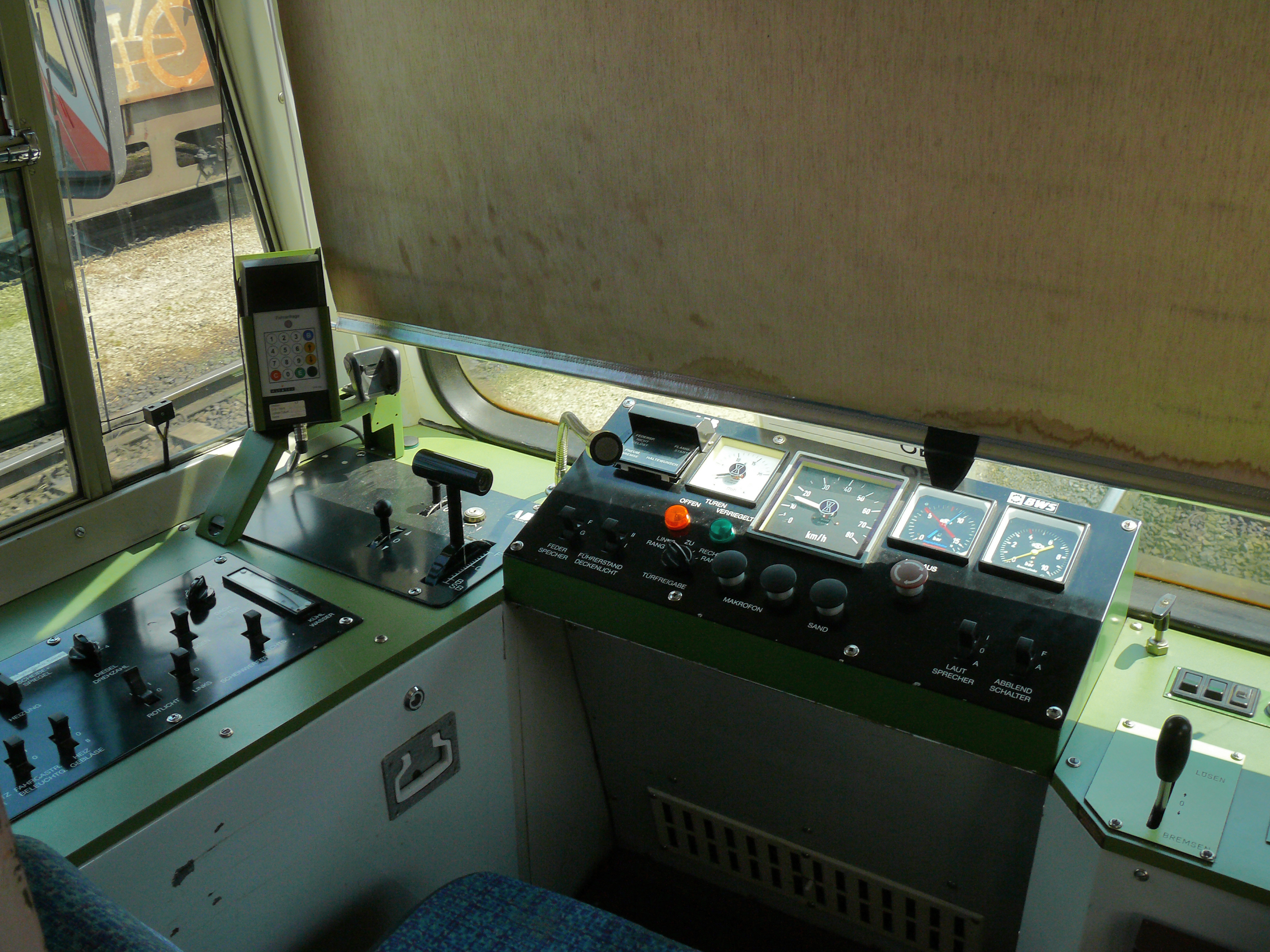
運転台

## 運用
前述のムアタール鉄道用車両の試運転を経て設計が行われた5090形は1986年以降合計17両が製造され、オーストリア連邦鉄道が所有していた各地の軌間760 mmの路線へ導入された。各路線の運営権がオーストリア連邦鉄道から離れて以降も、受け継いだ各事業者による運行が行われている。形式名については、ザルツブルク公社へ移管した車両は「VTs」、低地オーストリア交通機関会社（NÖVOG）へ移管した車両は「VT」に変更されている。
以下、導入された路線やその後の経緯について記す。

### ヴァルトフィアテル狭軌線

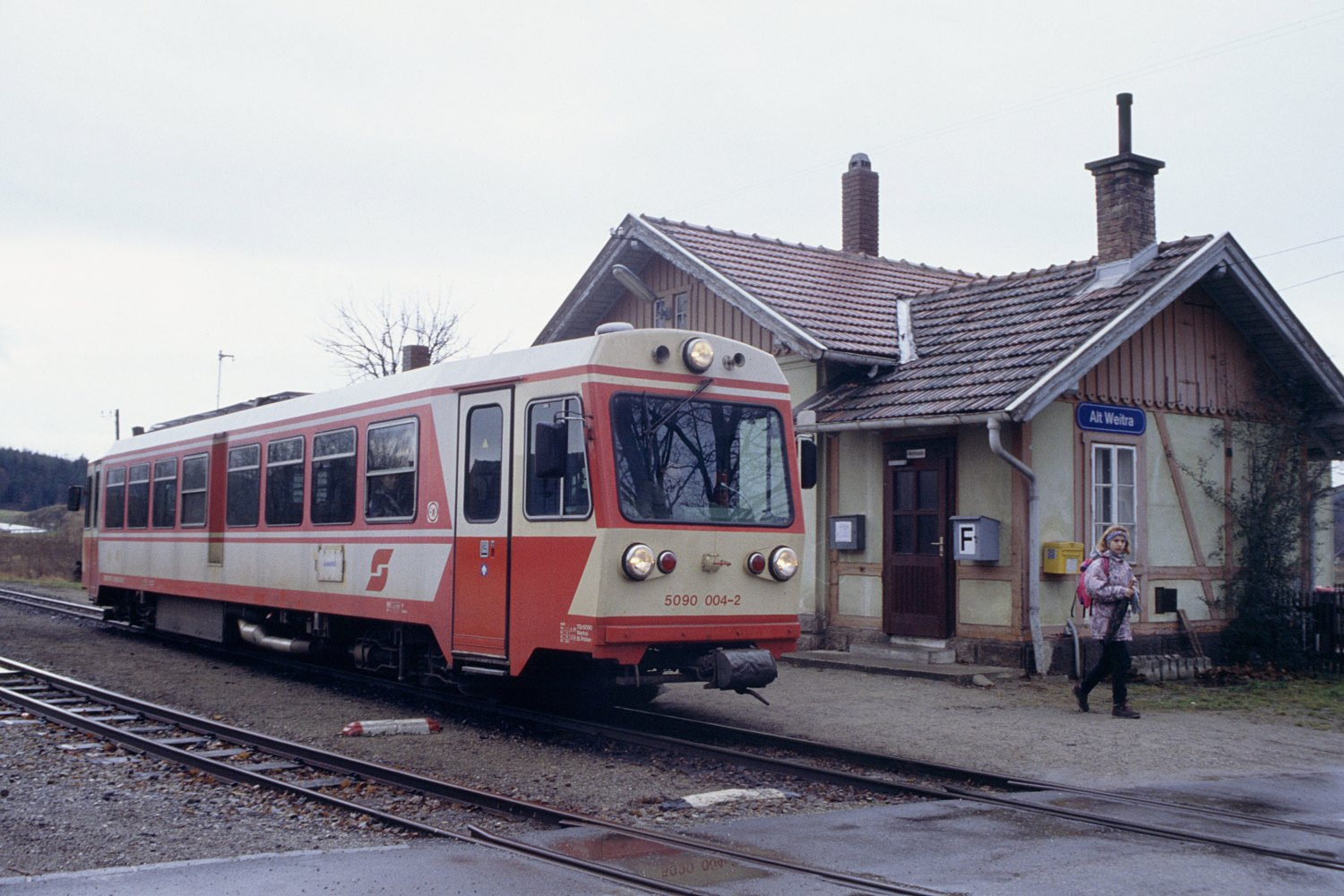
5090.004（1993年撮影）

2001年6月まで定期旅客列車が運行していたヴァルトフィアテル狭軌線（現：ヴァイトフィアテル鉄道、Waldviertelbahn）には、1次車として1986年に導入された5090形のうち2両が導入された。これらの車両は定期運転終了後にマリアツェル線へと転属している。
その一方、低地オーストリア交通機関会社（NÖVOG）への運営権の移管を経た2016年以降同事業者が運営する各路線で使用されていた旧・5090形のうち3両（VT8、VT11、VT13）が転属しており、観光輸送に使用されている。

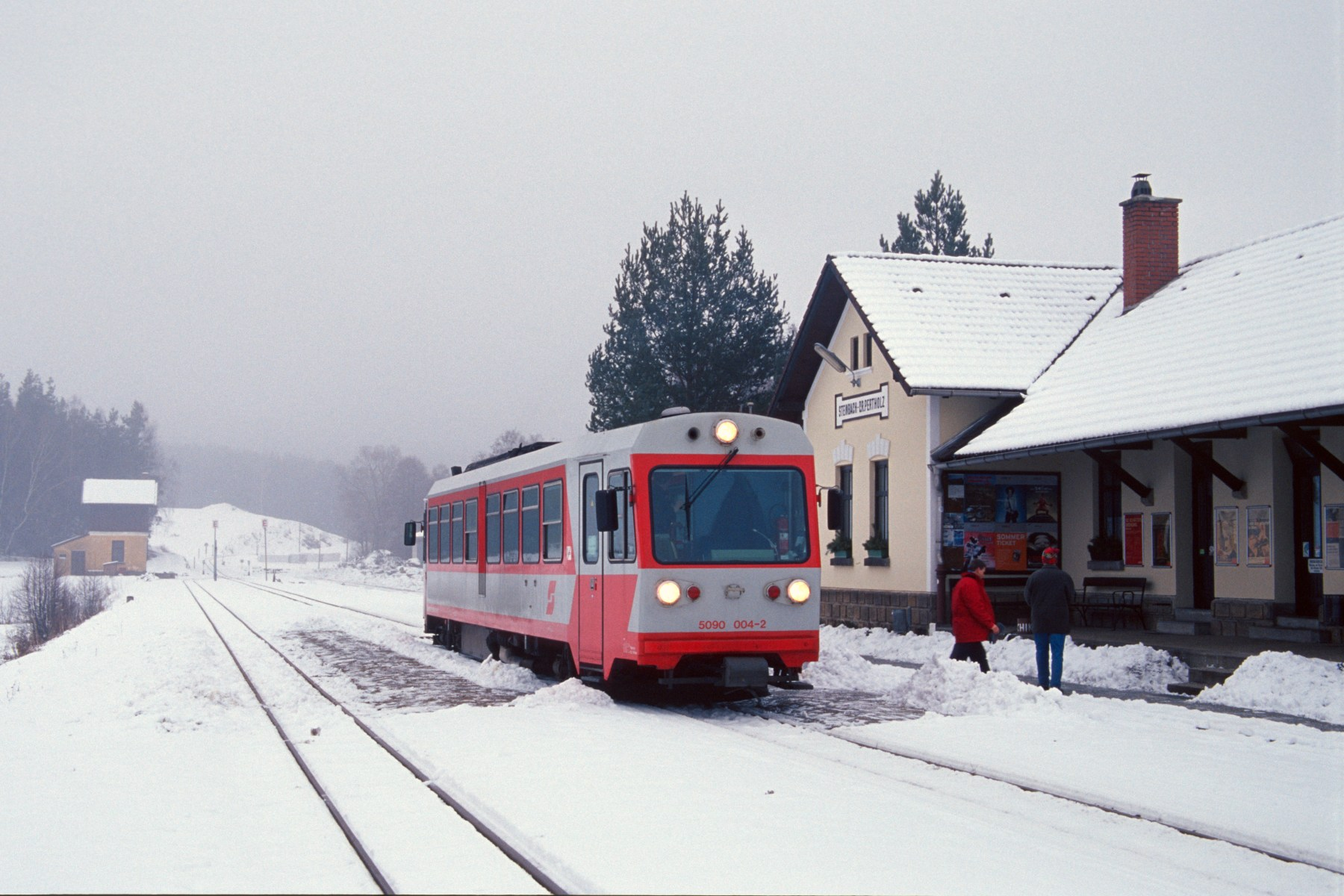
5090.004（2001年撮影）

### ピンツガウ地方線

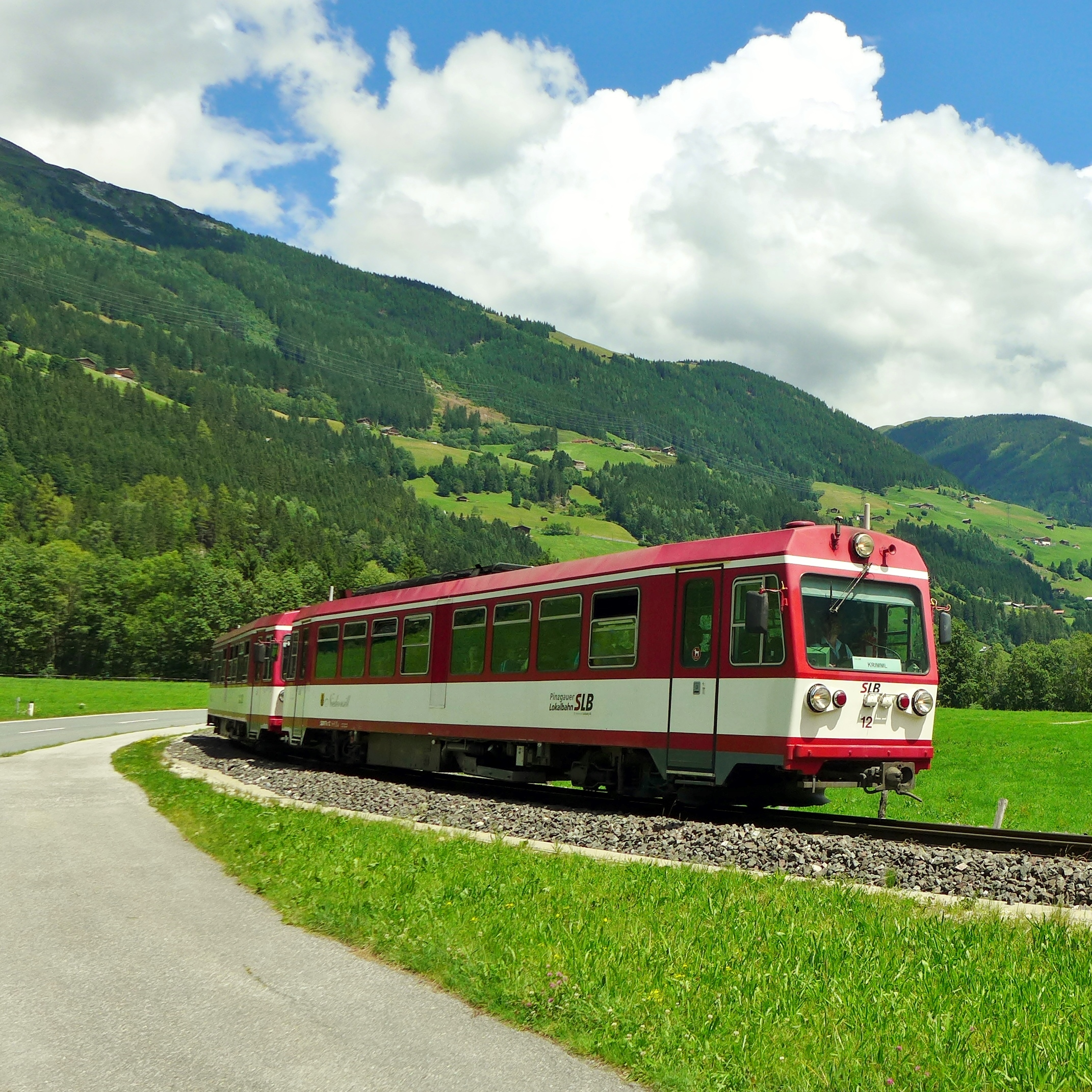
VTs 12（2014年撮影）

2022年現在ザルツブルク公社（Salzburg AG）が運営しているピンツガウ地方線は、ヴァイトフィアテル狭軌線と共に5090形が最初に導入された路線である。当初は3両が導入されたが、輸送力不足が指摘された事を受けて1993年にボンバルディア・トランスポーテーション製の2両が増備された他、1995年にも次項で述べる設計変更を行った1両の増備が行われた。加えて2011年にもマリアツェル線や支線で使用されていた1両が譲渡され合計7両となったが、翌2012年に1両がツィラータール鉄道へ貸与という形で移籍し、2018年に正式に譲渡されたため、同年以降は6両が使用されている。
これらの車両は最高速度70 km/hで運行している他、制御装置や制動装置、連結器を改造した既存の客車との連結運転も実施しているが、この運用では最高速度が60 km/hに制限される。車両番号については前述のようにザルツブルク公社への移管後に「VTs 11 - 17」へと変更されており、2022年現在はVTs 12 - 17が在籍する。

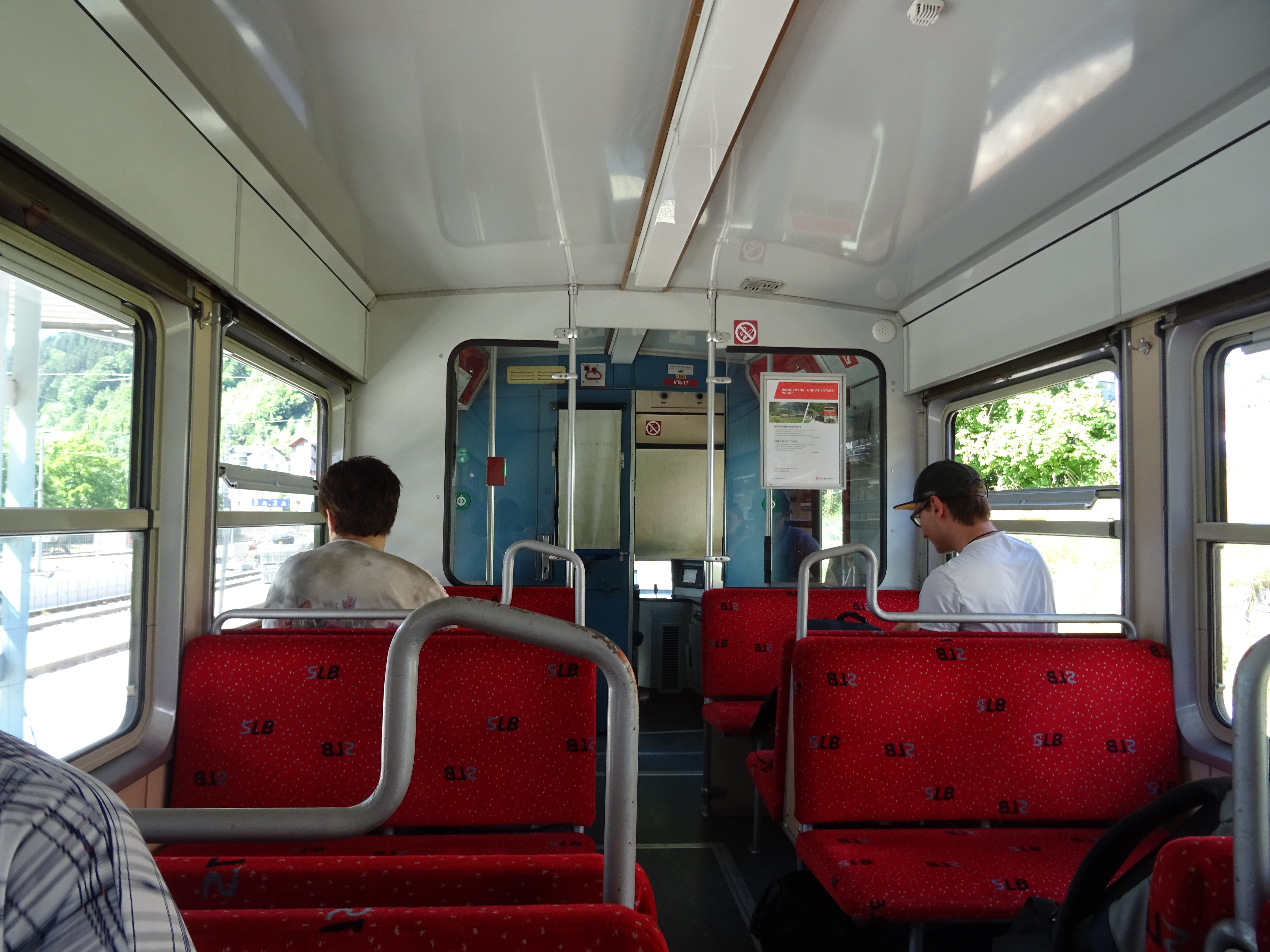
車内
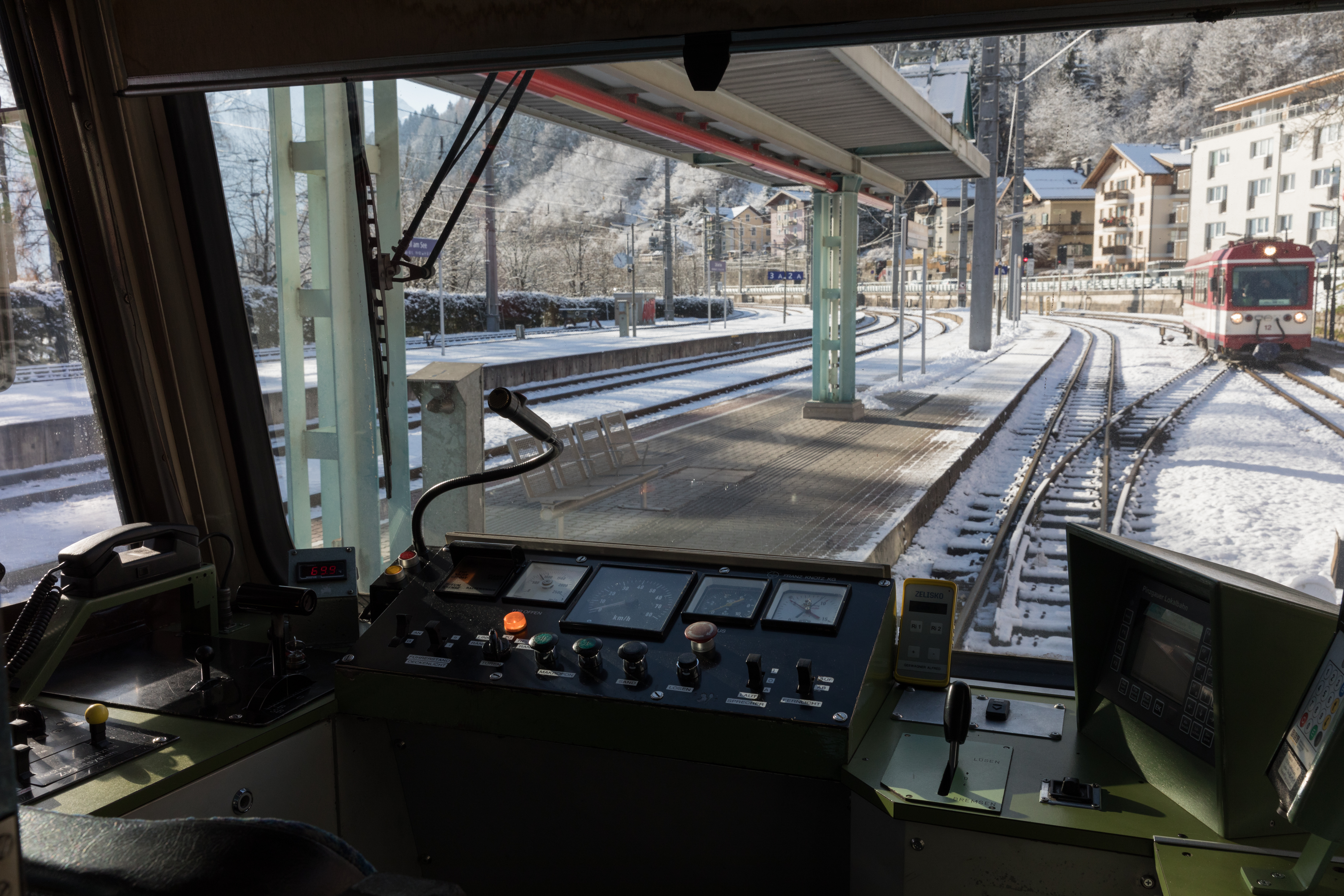
運転台

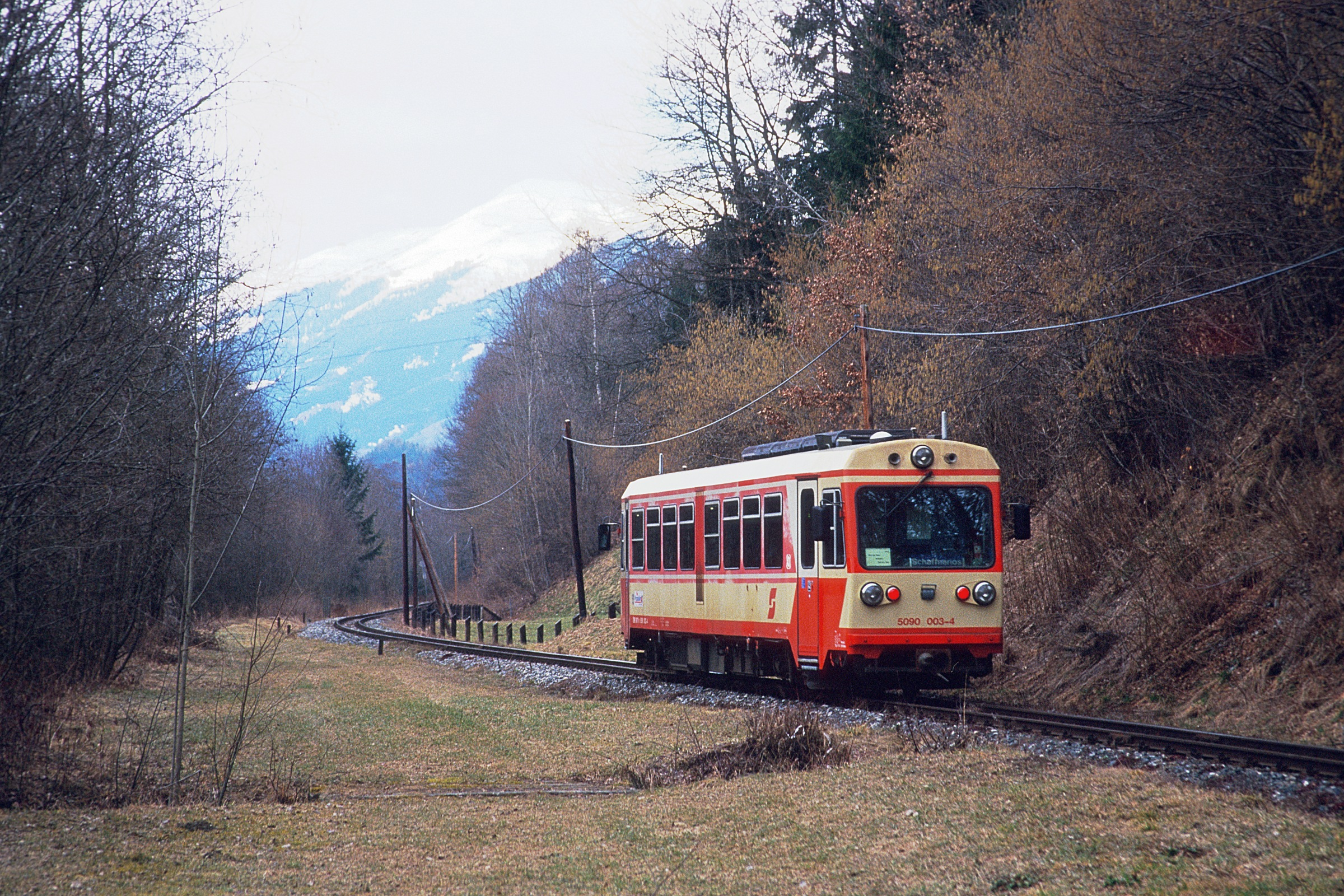
5090.003（2002年撮影）
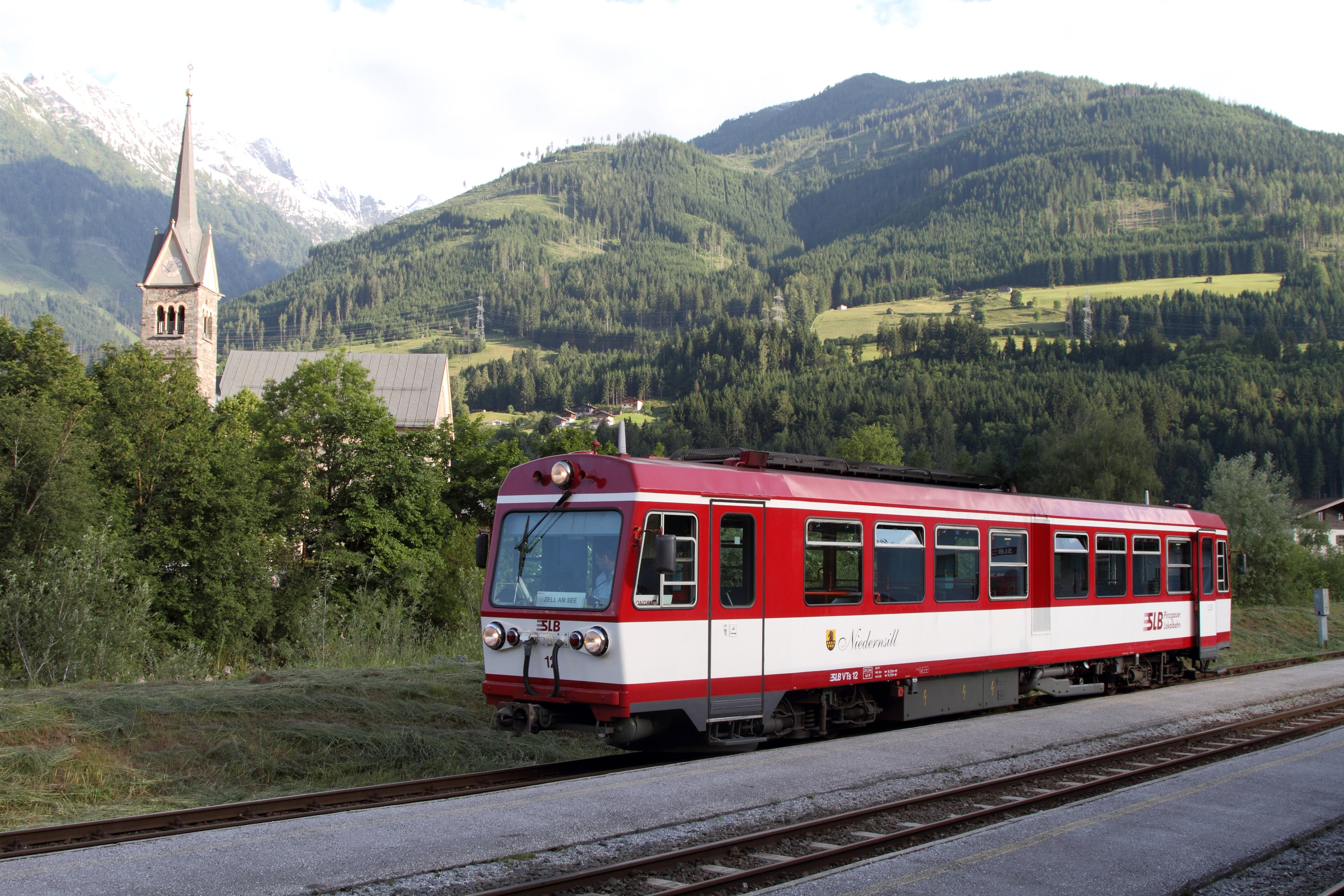
VTs 12（2010年撮影）
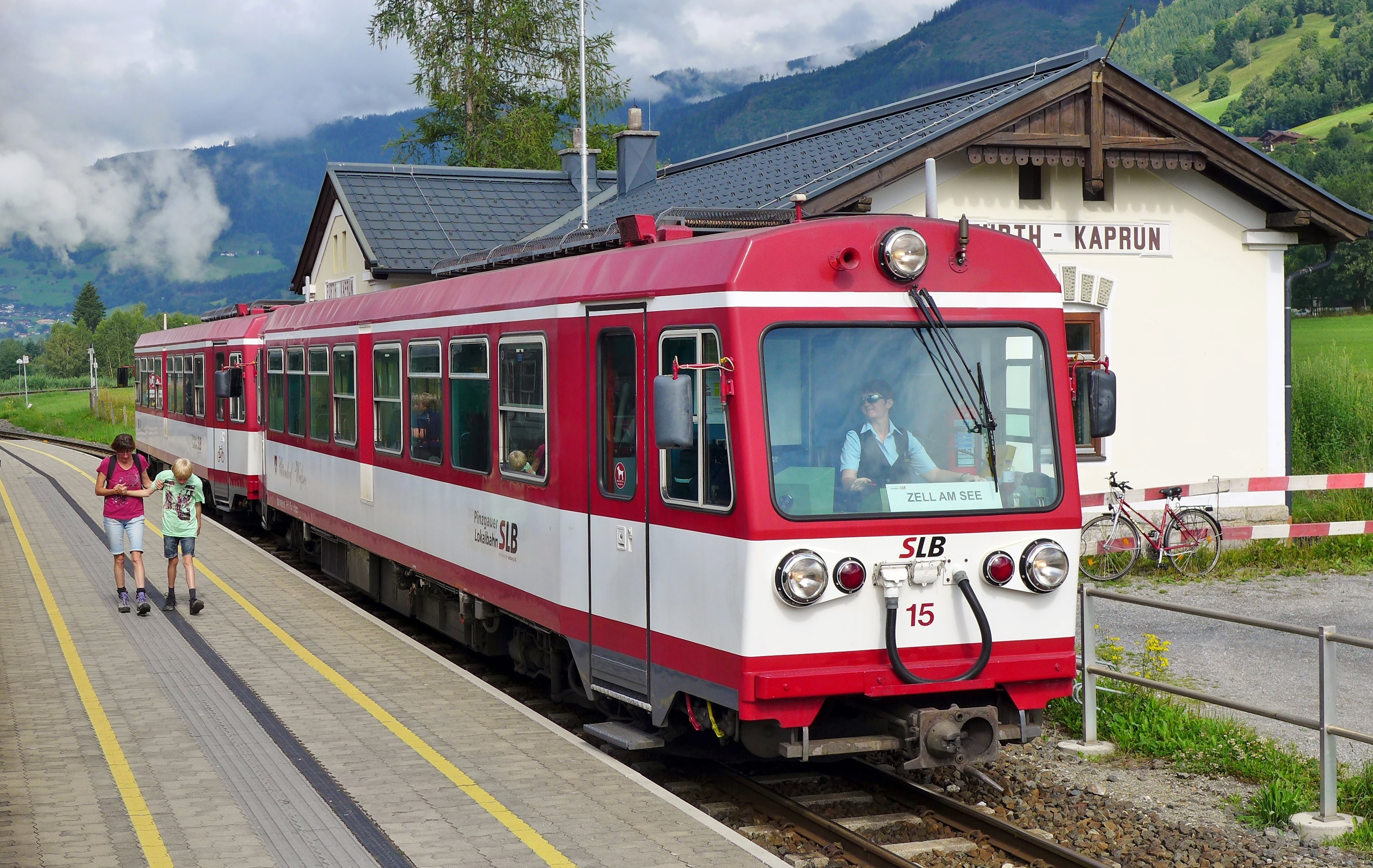
VTs 15（2014年撮影）
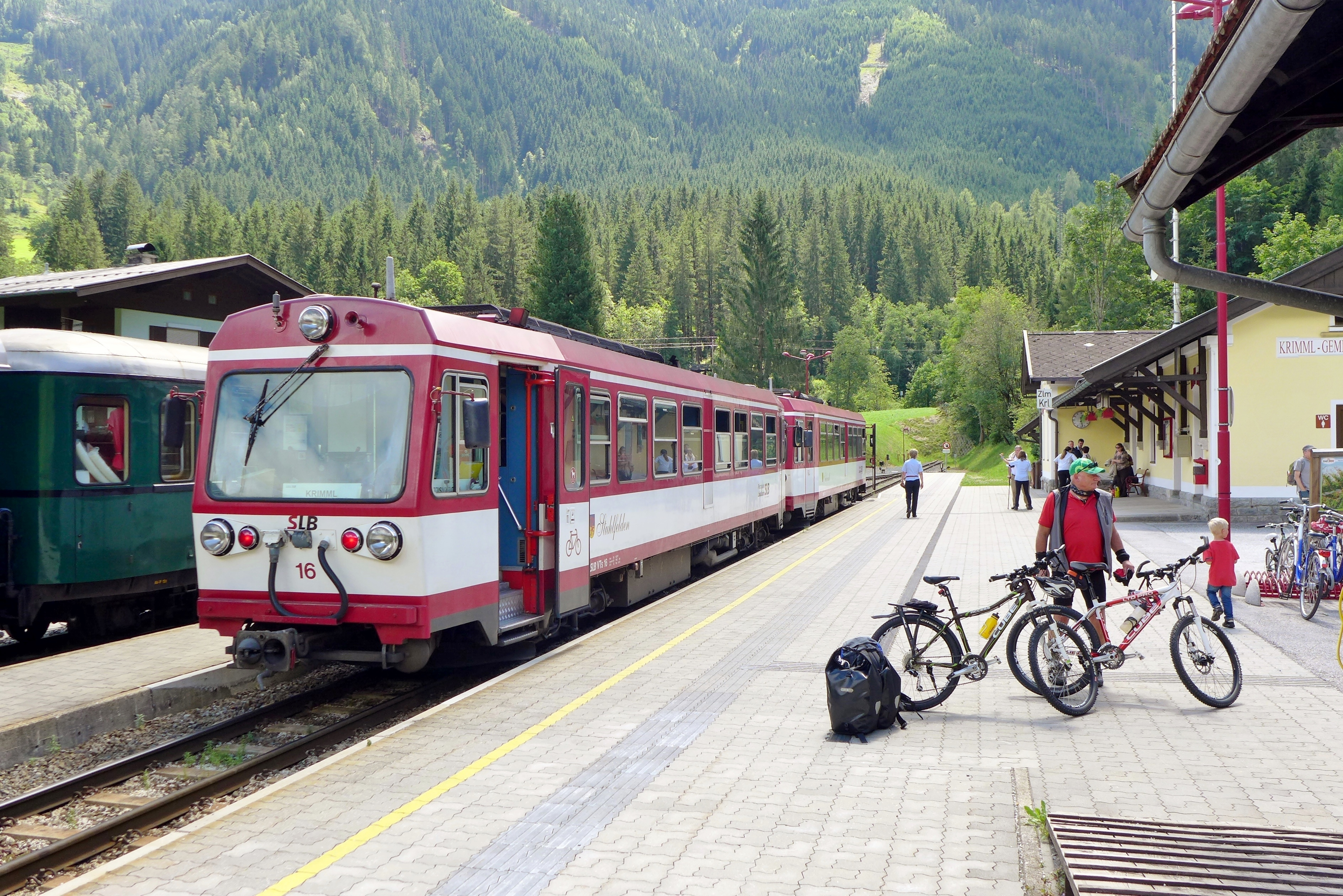
VTs 16（2014年撮影）

### イプスタール線

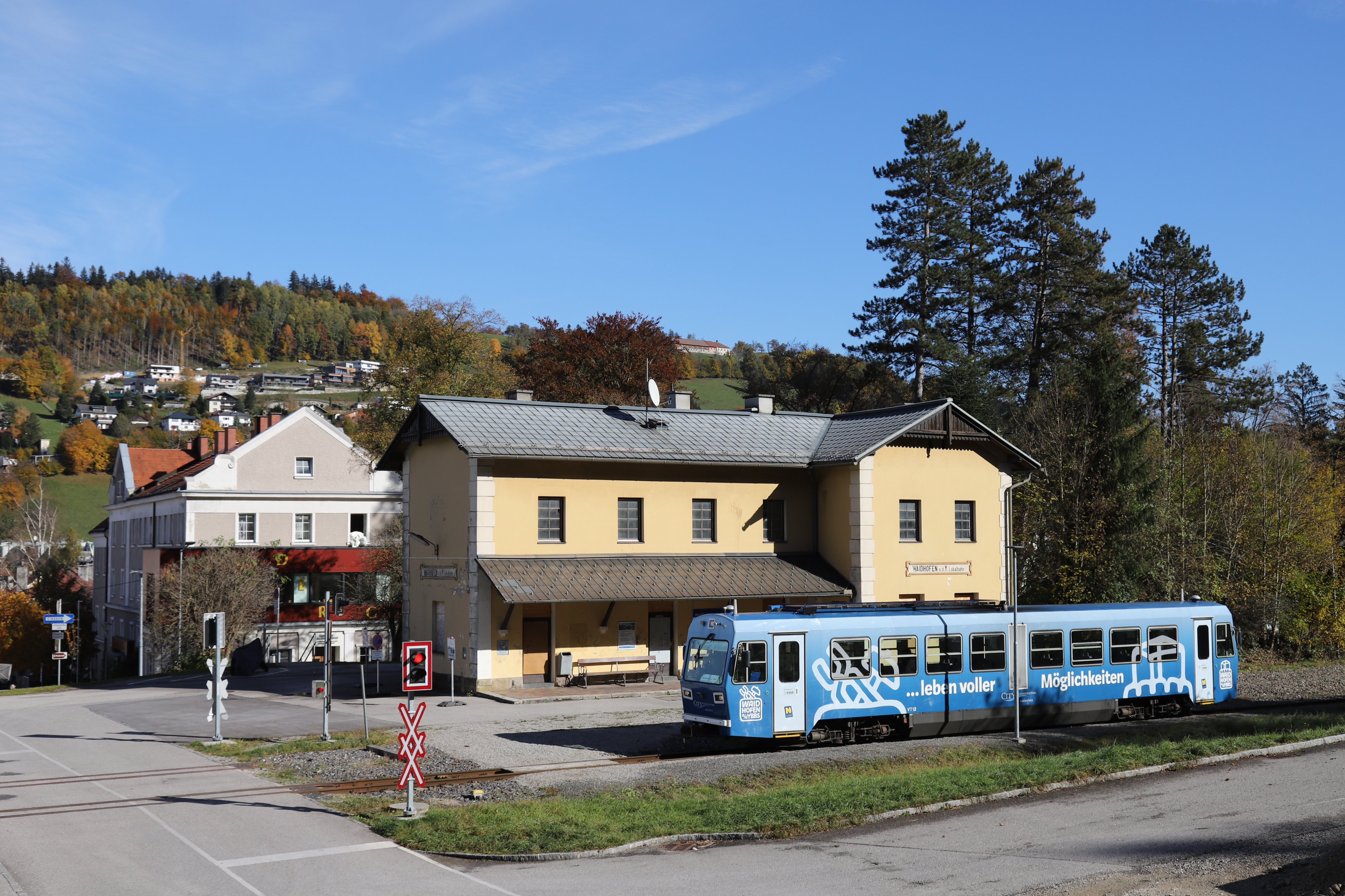
VT12（2020年撮影）

長年に渡り使用されていた2091形ディーゼル機関車の置き換えを目的として、1995年にオーストリア連邦鉄道は5090形を新たに10両導入した。これらの車両はボンバルディア・トランスポーテーション製で従来の車両と同様の機器を有する一方、標識灯の形状が変更されている他、車内も自転車の搬入を可能とするために折り畳み座席が従来のクロスシートからロングシートとなり、着席人数も減少している。
これらのうち、イプスタール線に当初導入されたのは合計6両で、以降マリアツェル線やヴァルトフィアテル狭軌線などへの転属により車両数に変化が生じている。2010年12月以降は低地オーストリア交通機関会社により、「シティバーン・ヴァイトホーフェン（Citybahn Waidhofen）」というブランド名のもと営業運転が行われている。

### マリアツェル線・「クルンペ」

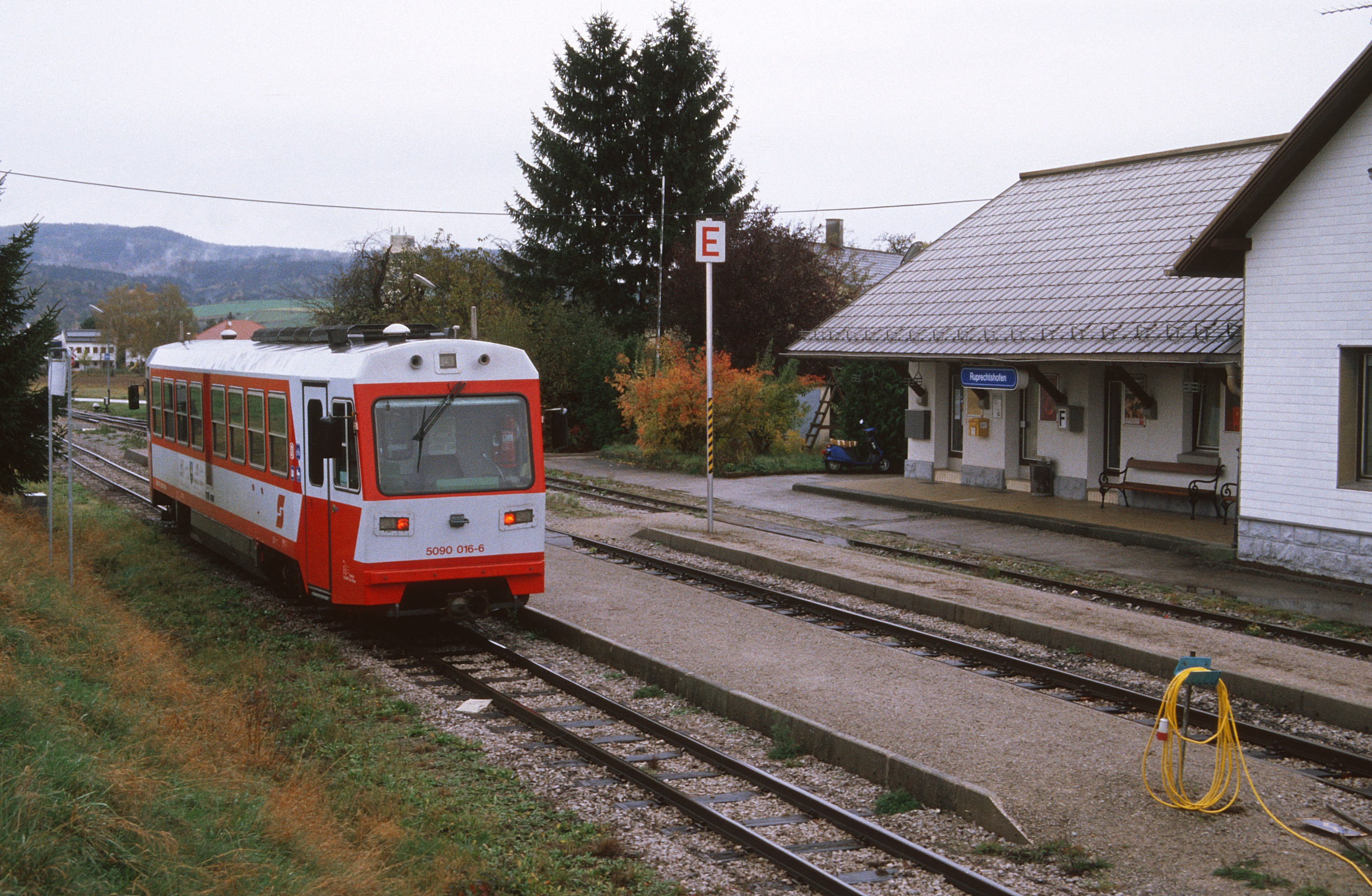
5090.016（2000年撮影）

1995年に製造された10両のうち、3両は電化路線のマリアツェル線および「クルンペ（Krumpe）」と呼ばれていた非電化支線へと導入された。当初は「クルンペ」内で完結する運用が主だったが、1998年以降は電化されているマリアツェル線の走行区間が拡大し、2001年にヴァルトフィアテル狭軌線から転属した2両も同一の運用に就いた。
だが、「クルンペ」については1990年代後半以降軌間1,435 mm（標準軌）への改軌や路線廃止によって年々運用区間が縮小し、低地オーストリア交通機関会社への移管に伴い全区間が運行を終了した。以降も残存車両はマリアツェル線で使用されたが、全ての定期列車が新型の低床電車へ置き換えられた事により2014年までに営業運転を離脱した。

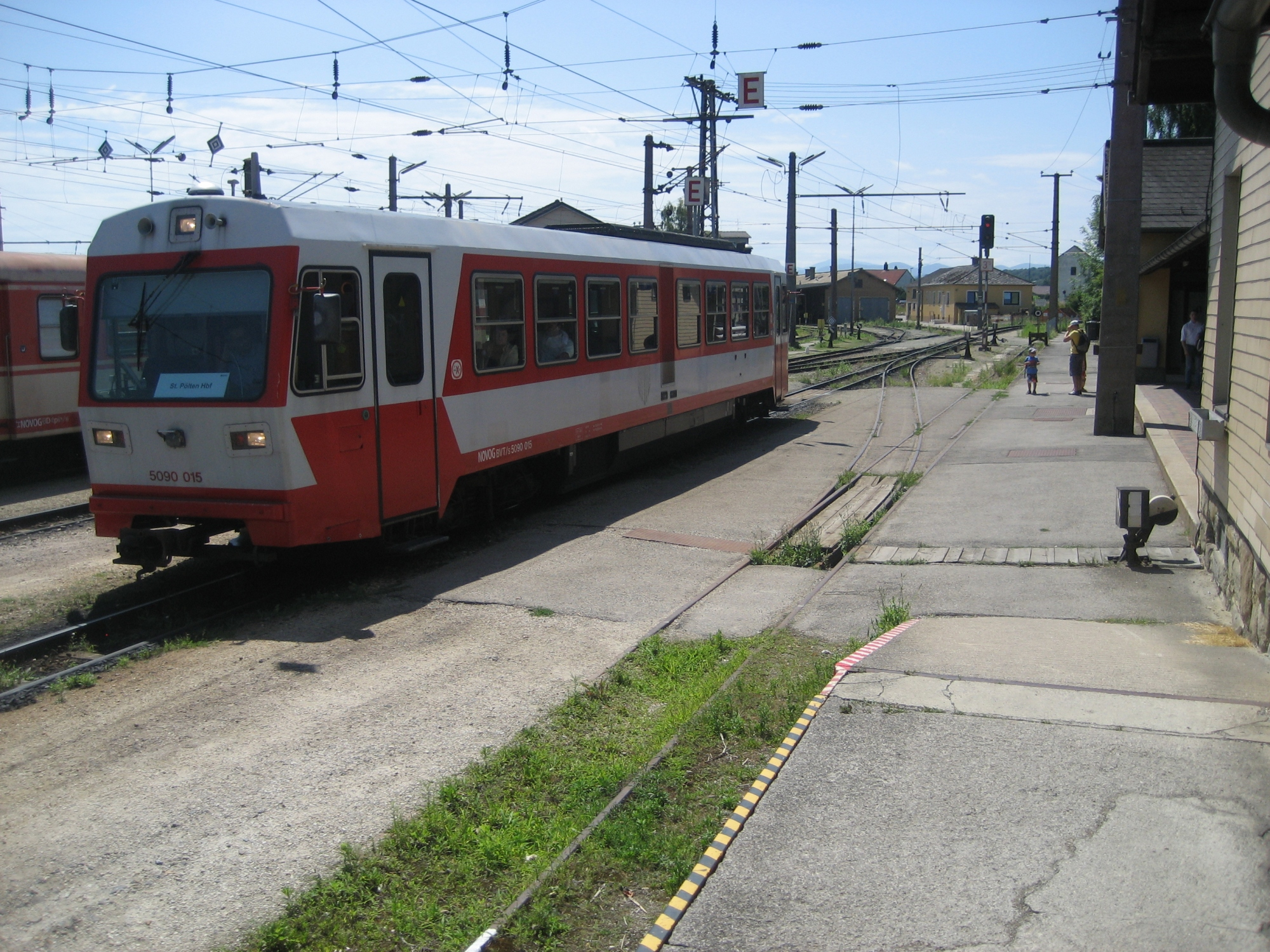
5090.015（2011年撮影）

### デルニッツ鉄道

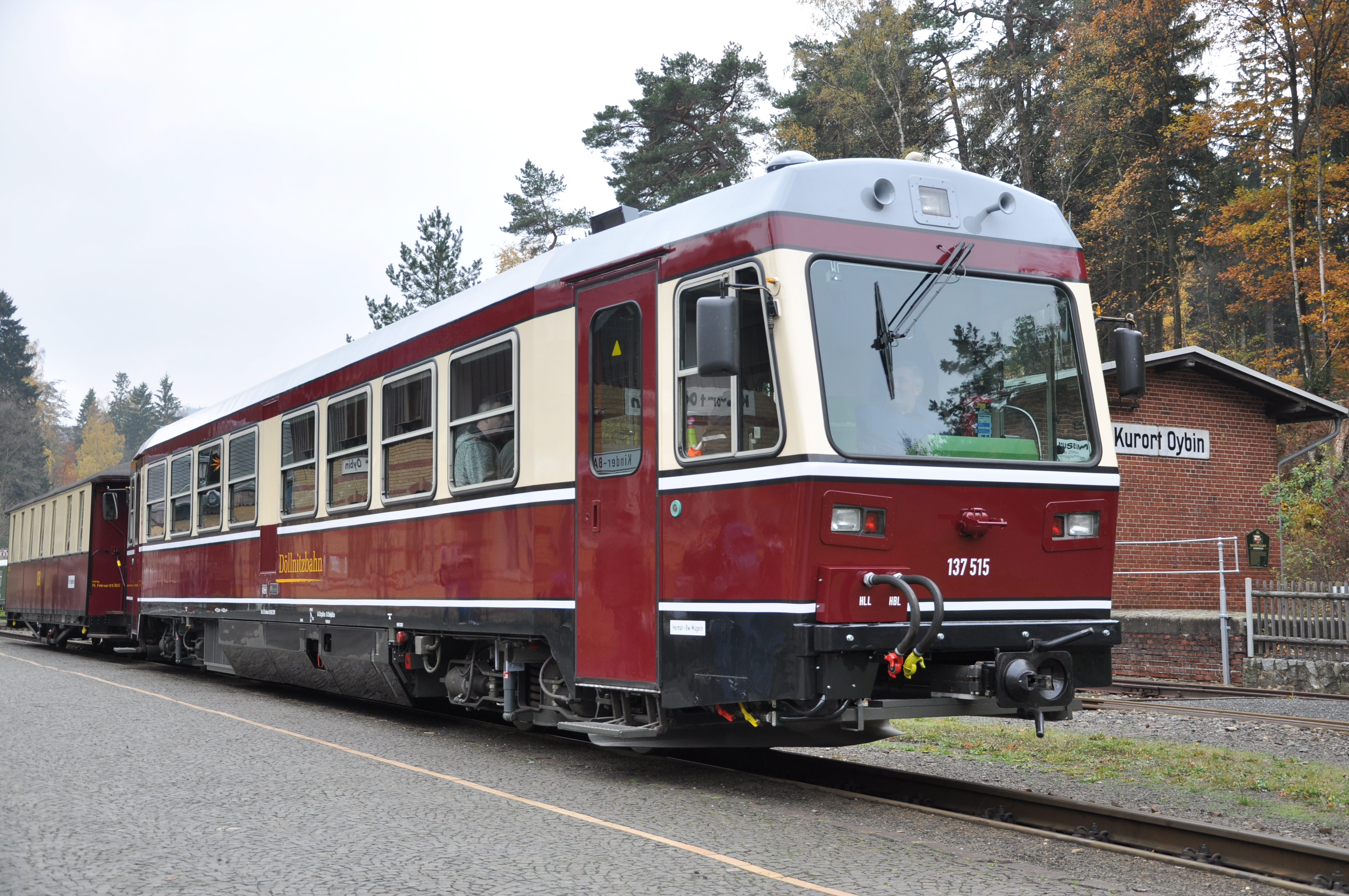
137.515（2018年撮影）

2017年、ドイツ・ザクセン州の軽便鉄道であるデルニッツ鉄道は、低地オーストリア交通機関会社が所有するVT形（旧・5090形）のうち、「シティバーン・ヴァイトホーフェン」で使用された1両を譲受する契約を結んだ。これはデルリッツ鉄道の通学輸送で使用されていた車両の置き換えを目的にしたもので、2018年以降営業運転が行われている。

## 関連形式
- 5090形の同型車両[5][6]

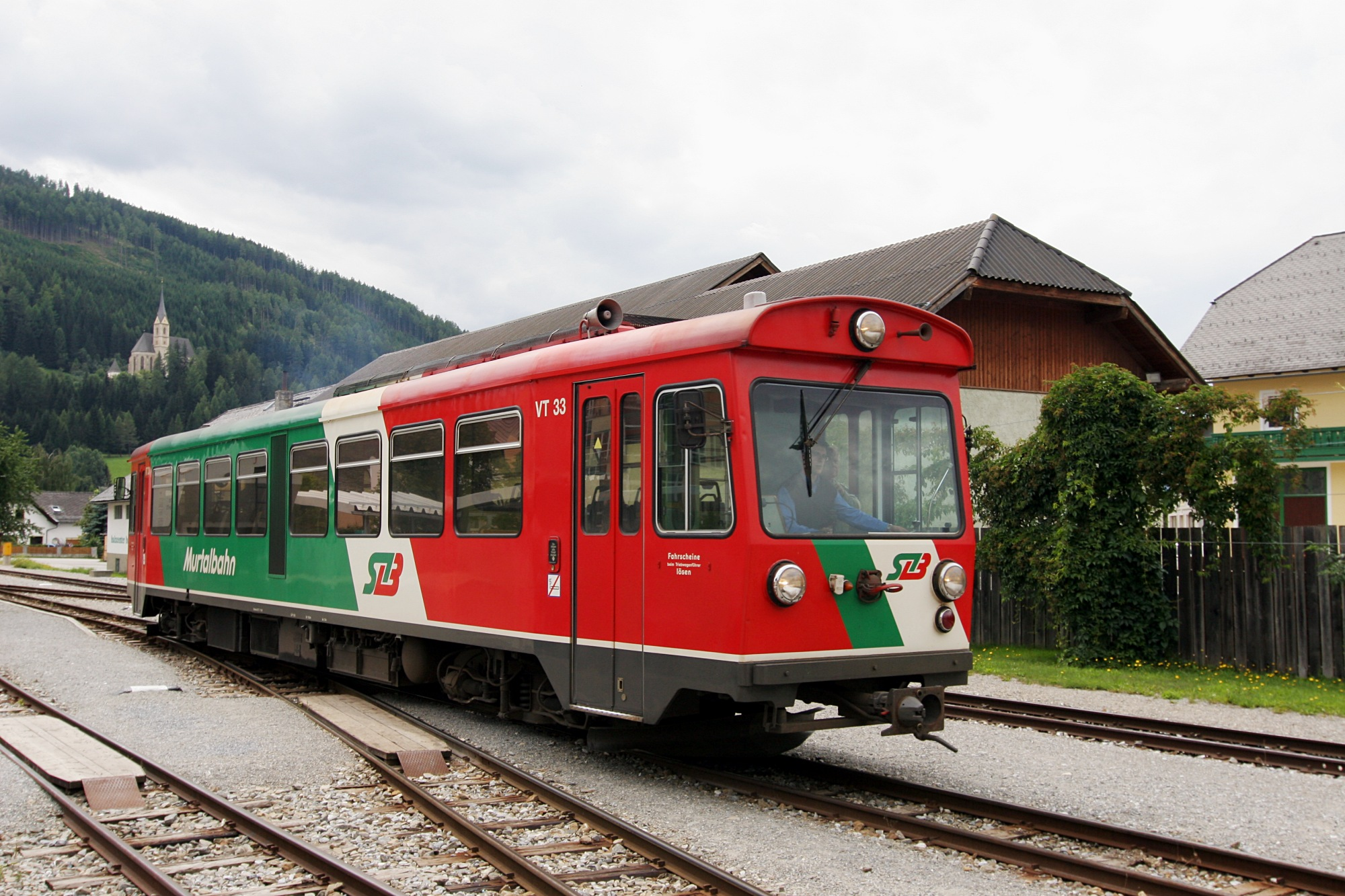
シュタイアーマルク州営鉄道VT 31-35形気動車
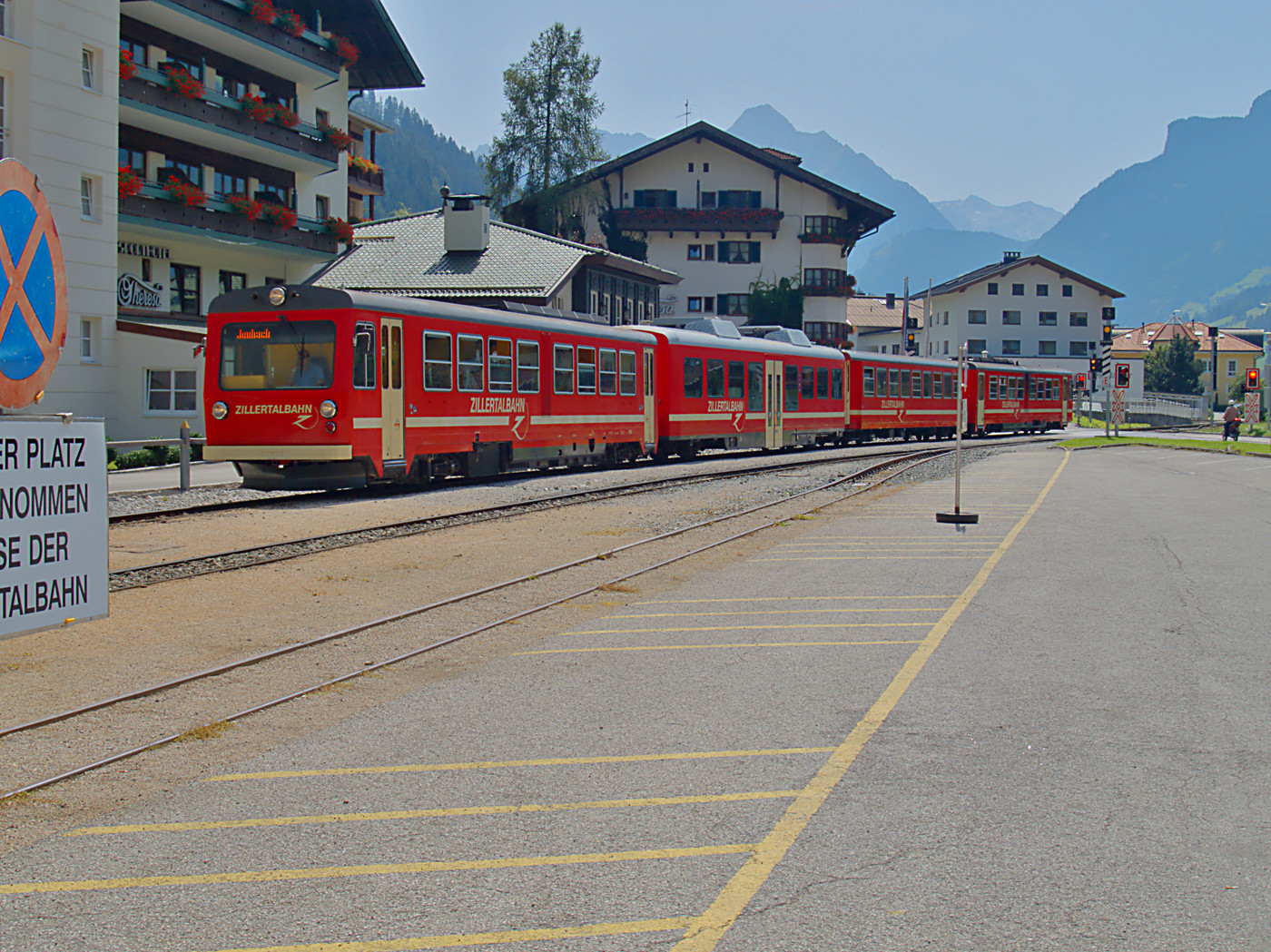
ツィラータール鉄道VT 3-8形気動車